# Sumber Wetan (Kedopok)
Sumber Wetan is een bestuurslaag in het regentschap Probolinggo van de provincie Oost-Java, Indonesië. Sumber Wetan telt 5246 inwoners (volkstelling 2010).